# کتاب‌شناسی جلال ستاری
این مقاله سیاهه‌ای است از نوشته‌های جلال ستاری (زادۀ ۱۴ مرداد ۱۳۱۰ در رشت – درگذشتۀ ۹ مرداد ۱۴۰۰ در تهران)، نویسنده، پژوهشگر، اسطوره‌شناس، مترجم، و اندیشمند ایرانی قرن چهاردهم خورشیدی.

## تألیف
- ت‍أث‍ی‍ر س‍ی‍ن‍م‍ا در ک‍ودک‍ان‌ و ن‍وج‍وان‍ان‌، ت‍ه‍ران‌: کتابفروشی دهخدا‏‫، ۱۳۴۵.‬
- ه‍زار و ی‍ک‍ش‍ب‌ و اف‍س‍ان‍ه‌ ش‍ه‍رزاد: ک‍وش‍ش‌ ب‍رای‌ دری‍اف‍ت‌ ی‍ک‌ ق‍طع‍ه‌ از ل‍ح‍اظ روان‍ش‍ن‍اس‍ی‌، ت‍ه‍ران‌‏‫: بامداد‬‏‫‏‏، ۱۳۴۸.‬
  - اف‍س‍ون‌ ش‍ه‍رزاد: پ‍ژوه‍ش‍ی‌ در ه‍زار افس‍ان‌، ت‍ه‍ران‌: ت‍وس‌‏‫، ۱۳۶۸.‬
- درب‍ارۀ ف‍ره‍ن‍گ‌، ت‍ه‍ران‌‏‫: وزارت فرهنگ، اداره کل نگارش‬‏‫، ۱۳۵۴.‬‬
- آن‍ت‍ون‍ن‌ آرت‍و: ش‍اع‍ر دی‍ده‌ور ص‍ح‍ن‍ۀ ت‍ئ‍ات‍ر، ت‍ه‍ران‌: ن‍م‍ای‍ش‌ (م‍رک‍ز ه‍ن‍ره‍ای‌ ن‍م‍ای‍ش‍ی‌ وزارت‌ ف‍ره‍ن‍گ‌ و ارش‍اد اس‍لام‍ی‌)، ۱۳۶۸.
- اسطورۀ عشق و عاشقی در چند عشق‌نامۀ فارسی، تهران: میترا‏‫، ۱۳۸۸.‬‬
- اس‍طورۀ ت‍ه‍ران‌، ت‍ه‍ران‌: دف‍ت‍ر پ‍ژوه‍ش‌ه‍ای‌ ف‍ره‍ن‍گ‍ی‌ ، ۱۳۸۵.
- اسطورۀ فرهنگ، تهران: نشر مرکز، ۱۳۸۵.
- ب‍ازت‍اب‌ اس‍طوره‌ در ب‍وف‌ ک‍ور: ادی‍پ‌ ی‍ا م‍ادی‍ن‍ه‌ جان‌؟، ت‍ه‍ران‌: ت‍وس‌‏‫، ۱۳۷۷.‬
- پ‍ژوه‍شی در اس‍طورۀ گ‍ی‍ل‌گ‍م‍ش‌ و اف‍س‍ان‍ۀ اس‍ک‍ن‍در، ت‍ه‍ران‌: ن‍ش‍ر م‍رک‍ز‏‫‏‏‏، ۱۳۸۴.
- پ‍ژوه‍ش‍ی‌ در ح‍ک‍ای‍ات‌ س‍ن‍دب‍اد ب‍ح‍ری‌، ت‍ه‍ران‌: ن‍ش‍ر م‍رک‍ز، ۱۳۸۲.
- پژوهشی در دو داستان هزار و یک شب، تهران: نشرمرکز‏‫، ۱۳۸۸.‬
- پژوهشی در عشق‌نامۀ هلوئیز و آبلار، تهران: نشر مرکز‏‫، ۱۳۹۶.‬‬
- پ‍ژوه‍ش‍ی‌ در ق‍ص‍ۀ اص‍ح‍اب‌ ک‍ه‍ف‌‏‫: داس‍ت‍ان‌ ه‍ف‍ت‌ خ‍ف‍ت‍گ‍ان‌‮‬، ت‍ه‍ران‌: ن‍ش‍ر م‍رک‍ز‏‫، ۱۳۷۶.‮‬‬
- پ‍ژوه‍ش‍ی‌ در ق‍ص‍ۀ ش‍ی‍خ‌ ص‍ن‍ع‍ان‌ و دخ‍ت‍ر ت‍رس‍ا، ت‍ه‍ران‌‬‏‫: نشر مرکز‬‏‫‏‏، ۱۳۷۸.‬
- پ‍ژوه‍ش‍ی‌ در ق‍ص‍ۀ س‍ل‍ی‍م‍ان‌ و ب‍ل‍ق‍ی‍س‌، ت‍ه‍ران‌: م‍رک‍ز، ۱۳۸۱.
- پ‍ژوه‍ش‍ی‌ در ق‍ص‍ۀ ی‍ون‍س‌ و م‍اه‍ی‌، ت‍ه‍ران‌: ن‍ش‍ر م‍رک‍ز، ۱۳۷۹.
- درد ع‍ش‍ق‌ زل‍ی‍خ‍ا: پ‍ژوه‍ش‍ی‌ در ق‍ص‍ۀ ی‍وس‍ف‌، ت‍ه‍ران‌: ت‍وس‌، ۱۳۷۲.
- س‍ای‍ۀ ای‍زوت‌ و ش‍ک‍رخ‍ن‍د ش‍ی‍ری‍ن‌، ت‍ه‍ران‌: ن‍ش‍ر م‍رک‍ز، ۱۳۸۳.
- پ‍ی‍ون‍د ع‍ش‍ق‌ م‍ی‍ان‌ ش‍رق‌ و غ‍رب‌، ت‍ه‍ران‌: وزارت فرهنگ و هنر‏‫، ۱۳۵۴.‬
- پیوندهای ایرانی و اسلامی اسطورۀ پارزیفال، تهران: ثالث‏‫، ۱۳۸۶.‬
- جادوی تئاتر، تهران: نشر مرکز‏‫، ۱۳۹۳.‬
- ج‍ان‌ه‍ای‌ آش‍ن‍ا: پ‍ژوه‍ش‍ی‌ در ف‍ره‍ن‍گ‌ه‍ای‌ ش‍رق‌ و غ‍رب‌، ت‍ه‍ران‌: ت‍وس‌، ۱۳۷۰.
- چ‍ه‍ار س‍ی‍م‍ای‌ اس‍طوره‌ای‌: ت‍ارزان‌، دراک‍ولا، ف‍ران‍گ‍ش‍ت‍ای‍ن‌، ف‍اوس‍ت‌، ت‍ه‍ران‌: ن‍ش‍ر م‍رک‍ز، ۱۳۷۶.
- حالات عشق مجنون، ت‍ه‍ران‌: ت‍وس‌‏‫‏، ۱۳۶۶.
- در روزب‍ازار زم‍ان‍ه‌: ی‍ادداش‍ت‌ه‍ای‌ س‍ی‍ر و س‍ف‍ر، ت‍ه‍ران‌: ن‍ش‍ر م‍ی‍ت‍را‏‫، ۱۳۷۷.‬
- اس‍طورۀ ای‍ران‍ی‌، (م‍ج‍م‍وع‍ۀ ج‍ه‍ان‌ اس‍طوره‌ش‍ن‍اس‍ی‌ ۱۰)، ت‍ه‍ران‌: ن‍ش‍رم‍رک‍ز‏‫، ۱۳۸۵.‬
- در ب‍ی‌دول‍ت‍ی‌ ف‍ره‍ن‍گ‌: ن‍گ‍اه‍ی‌ ب‍ه‌ ب‍رخ‍ی‌ ف‍ع‍ال‍ی‍ت‌ه‍ای‌ ف‍ره‍ن‍گ‍ی‌ و ه‍ن‍ری‌ در ب‍ازپ‍س‍ی‍ن‌ س‍ال‌ه‍ای‌ ن‍ظام‌ پ‍ی‍ش‍ی‍ن‌، ت‍ه‍ران‌: ن‍ش‍ر م‍رک‍ز‏‫، ۱۳۷۹.‭‬
- در ق‍ل‍م‍رو ف‍ره‍ن‍گ‌، ت‍ه‍ران‌: وی‍س‌، ۱۳۶۶.
- رم‍زان‍دی‍ش‍ی‌ و ه‍ن‍ر ق‍دس‍ی‌، ‏‫ت‍ه‍ران‌‬‏‫: ن‍ش‍ر م‍رک‍ز‬‏‫، ۱۳۷۶.‬‬
- زمینه اجتماعی تعزیه و تئاتر در ایران، تهران: نشر مرکز‏‫، ‏‫۱۳۸۷.‬‏‬
- زم‍ی‍نۀ ف‍ره‍ن‍گ‌ م‍ردم‌، ت‍ه‍ران‌: ن‍ش‍ر وی‍راس‍ت‍ار، ۱۳۷۰.
- سازمان پرورش افکار و هنرستان هنرپیشگی، تهران: نشر مرکز‏‫، ‫۱۳۹۵.‬‬‬‮‬
- س‍ی‍م‍ای‌ زن‌ در ف‍ره‍ن‍گ‌ ای‍ران‌، ت‍ه‍ران‌: ن‍ش‍ر م‍رک‍ز‏‫، ۱۳۷۳.‬
- ع‍ش‍ق‌ ص‍وف‍ی‍ان‍ه‌، ت‍ه‍ران‌: ن‍ش‍ر م‍رک‍ز‏‫، ۱۳۷۴.‬
- ع‍ش‍ق‌‌ن‍وازی‌ه‍ای‌ م‍ولان‍ا، ت‍ه‍ران‌: ن‍ش‍ر م‍رک‍ز‏‫‏، ۱۳۸۶.‬
- فرهنگ دولتمدار، تهران: بنگاه ترجمه و نشر کتاب پارسه‏‫، ۱۴۰۰.‬
- ف‍ره‍ن‍گ‌ و م‍ردم‌، ت‍ه‍ران‌: شورای عالی فرهنگ و هنر‏‫، ۲۵۳۷ = ۱۳۵۷؛ تهران: نشر گاه‏‫، ۱۳۹۹.‮‬‬
- کاروان فرهنگ در فرنگ، تهران: دفتر پژوهش‌های فرهنگی، ‏‫‏۱۳۸۷.
- گ‍ف‍ت‌وگ‍وی‌ ش‍ه‍رزاد و ش‍ه‍ری‍ار، ت‍ه‍ران‌: دف‍ت‍ر پ‍ژوه‍ش‍ه‍ای‌ ف‍ره‍ن‍گ‍ی: م‍رک‍ز ب‍ی‍ن‌ال‍م‍ل‍ل‍ی‌ گ‍ف‍ت‍گ‍وی‌ ت‍م‍دن‌ه‍ا، ۱۳۸۲.
- م‍دخ‍ل‍ی‌ ب‍ر رم‍زش‍ن‍اس‍ی‌ ع‍رف‍ان‍ی‌، ‏‫ت‍ه‍ران‌‬‏‫: ن‍ش‍ر م‍رک‍ز‬‏‫، ۱۳۸۶.‬
- ن‍زاع‌ ب‍ر س‍ر ق‍درت‌ ف‍ره‍ن‍گ‌ در غ‍رب‌: طرح‌ م‍س‍أل‍ه‌، ت‍ه‍ران‌: ت‍وس‌، ۱۳۶۱.
- تهران در قاب شعر (دنبالۀ اسطورۀ تهران)‬، تهران: دفتر پژوهش‌های فرهنگی‏‫، ۱۳۹۰.‬
- اسطوره در جهان امروز، ت‍ه‍ران‌: ن‍ش‍ر م‍رک‍ز‏‫، ۱۳۷۶.‬

## ترجمه
- س‍ارت‍ر، ژان پ‍ل‌،‏‫ بازپسین گفت‌وگو: مصاحبه با سارتر، ترجمۀ جلال ستاری، تهران: نشرمرکز‏‫، ۱۳۸۶.‬
- ب‍ورگ‍و، ژاک‌، پ‍ری‌داری‌ و ش‍ب‍ی‍ه‌س‍ازی‌: در ج‍س‍ت‍ج‍وی‌ ری‍ش‍ه‌ه‍ای‌ ت‍ئ‍ات‍ر، ت‍رج‍مۀ ج‍لال‌ س‍ت‍اری‌، ت‍ه‍ران‌: ن‍م‍ای‍ش‌ (م‍رک‍ز ه‍ن‍ره‍ای‌ ن‍م‍ای‍ش‍ی‌ وزارت‌ ف‍ره‍ن‍گ‌ و ارش‍اد اس‍لام‍ی‌)، ۱۳۷۸.
- ب‍لان‌، ی‍ان‍ی‍ک‌، پ‍ژوه‍ش‌ در ن‍اگ‍زی‍ری‌ م‍رگ‌ گ‍ی‍ل‌گ‍م‍ش‌، ت‍رج‍م‍ۀ ج‍لال‌ س‍ت‍اری‌، ت‍ه‍ران‌: ن‍ش‍رم‍رک‍ز‏‫‏‏، ۱۳۸۰.‏‬
- گ‍اس‍ک‍ه‌، آم‍ده‌ ل‍وی‍ی‌ اول‍ی‍س‌، پژوهش در کیش و اسرار میترا، برگردان جلال ستاری، تهران: میترا‏‫، ۱۳۹۰.
- ب‍ون‍ار، آن‍دره‌، ت‍راژدی‌ و ان‍س‍ان‌، ب‍رگ‍ردان‌ ج‍لال‌ س‍ت‍اری‌، ت‍ه‍ران‌: م‍ی‍ت‍را، ۱۳۷۷.
- تالاسو، آدولف، تئاتر ایرانی، ترجمۀ جلال ستاری، تهران: مرکز هنرهای نمایشی، انتشارات نمایش‏‫‬، ۱۳۹۷.
- م‍ارس‍ل‌، گ‍اب‍ری‍ل‌، ت‍ئ‍ات‍ر و دی‍ن‌، ت‍رج‍م‍ۀ ج‍لال‌ س‍ت‍اری‌، ت‍ه‍ران‌: ن‍م‍ای‍ش‌ (ان‍ج‍م‍ن‌ ن‍م‍ای‍ش‌)، ۱۳۸۱.
- دووینیو، ژان، جامعه‌شناسی تئاتر، ترجمۀ جلال ستاری، تهران: نشر مرکز‏‫، ۱۳۹۲.‬
- ال‍ی‍اده‌، م‍ی‍رچ‍ا، چ‍ش‍م‌ان‍دازه‍ای‌ اس‍طوره‌ُ ت‍رج‍مۀ ج‍لال‌ س‍ت‍اری‌، ت‍ه‍ران‌: ت‍وس‌‏‫، ۱۳۸۶.‬
- ال‍ی‍اده‌، م‍ی‍رچ‍ا، رس‍ال‍ه‌ در ت‍اری‍خ‌ ادی‍ان‌، ت‍رج‍م‍ۀ ج‍لال‌ س‍ت‍اری‌، ت‍ه‍ران‌: ص‍دا و س‍ی‍م‍ای جمهوری اسلامی ایران، انتشارات سروش‏‫‏، ۱۳۷۶.‏‬
- ی‍اک‍وب‍س‌، ه‍ان‍س‌، ح‍ک‍م‍ت‌ ش‍رق‌ و روان‌درم‍ان‍ی‌ غ‍رب‌، ت‍ه‍ران‌: س‍روش‌ (ان‍ت‍ش‍ارات‌ ص‍دا و س‍ی‍م‍ا)، ۱۳۷۶.
- ب‍اس‍ت‍ی‍د، روژه‌، دان‍ش‌ اس‍اطی‍ر، ت‍رج‍م‍ۀ ج‍لال‌ س‍ت‍اری‌، ت‍ه‍ران‌: ت‍وس‌‏‫، ۱۳۷۰.‬
- ب‍ورک‍ه‍ارت‌، ت‍ی‍ت‍وس‌، رم‍زپ‍ردازی‌: م‍ج‍م‍وع‌ م‍ق‍الات‌ ت‍ح‍ق‍ی‍ق‍ی‌، ت‍رج‍م‍ۀ ج‍لال‌ س‍ت‍اری‌، ت‍ه‍ران‌: س‍روش‌ (ان‍ت‍ش‍ارات‌ ص‍دا و س‍ی‍م‍ای جمهوری اسلامی ایران)‏‫، ۱۳۷۱.‏‬
- ب‍ورک‍ه‍ارت‌، ت‍ی‍ت‍وس‌، ه‍ن‍ر م‍ق‍دس‌: اص‍ول‌ و روش‌ه‍ا، ت‍رج‍م‍ۀ ج‍لال‌ س‍ت‍اری‌، ت‍ه‍ران‌: س‍روش‌ (ان‍ت‍ش‍ارات‌ ص‍دا و س‍ی‍م‍ا)‏‫، ۱۳۶۹.‬
- بای‍ار، ژان‌پ‍ی‍ر، رم‍زپ‍ردازی‌ آت‍ش‌، ترجمۀ ج‍لال‌ س‍ت‍اری‌، ت‍ه‍ران‌: ن‍ش‍ر م‍رک‍ز‏‫، ۱۳۷۶.‬
- ب‍وک‍ور، م‍ون‍ی‍ک‌ دو، رم‍زه‍ای‌ زن‍دۀ ج‍ان‌، ت‍رج‍م‍ۀ ج‍لال‌ س‍ت‍اری‌، ت‍ه‍ران‌: ن‍ش‍ر م‍رک‍ز‏‫، ۱۳۷۳.‬
- ب‍اش‍لار، گ‍اس‍ت‍ون‌، روان‍ک‍اوی‌ آت‍ش‌، ت‍رج‍م‍ۀ ج‍لال‌ س‍ت‍اری‌، تهران: ت‍وس‌‏‫‏‏، ۱۳۶۴.‬
- ب‍اش‍لار، گ‍اس‍ت‍ون‌، م‍ع‍رف‍ت‌ش‍ن‍اس‍ی‌: گ‍زی‍ن‍ه‌ ن‍وش‍ت‍ه‌ه‍ا، ب‍ه‌ک‍وش‍ش‌ دوم‍ی‍ن‍ی‍ک‌ ل‍وک‍ور، ت‍رج‍م‍ۀ ج‍لال‌ س‍ت‍اری‌، ت‍ه‍ران‌: دف‍ت‍ر پ‍ژوه‍ش‍ه‍ای‌ ف‍ره‍ن‍گ‍ی‌: م‍رک‍ز ب‍ی‍ن‌ال‍م‍ل‍ل‍ی‌ گ‍ف‍ت‍گ‍وی‌ ت‍م‍دن‌ه‍ا‏‫، ۱۳۸۳.‬
- ل‍وف‍ل‍ر-دلاش‍و، م‍ارگ‍ری‍ت‌، زب‍ان‌ رم‍زی‌ ق‍ص‍ه‌ه‍ای‌ پ‍ری‍وار، ت‍رج‍م‍ۀ ج‍لال‌ س‍ت‍اری‌، ت‍ه‍ران‌: ت‍وس‌‏‫، ۱۳۶۶.‬
- ل‍وف‍ل‍ر-دلاش‍و، م‍ارگ‍ری‍ت‌، زب‍ان‌ رم‍زی‌ اف‍س‍ان‍ه‌ه‍ا، ت‍رج‍م‍ۀ ج‍لال‌ س‍ت‍اری‌، ت‍ه‍ران‌: ت‍وس‌‏‫، ۱۳۶۴.‬
- م‍ارت‍ی‍ن‍و، پ‍ی‍ر، ش‍رق‌ در ادب‍ی‍ات‌ ف‍ران‍س‍ۀ ق‍رون‌ ه‍ف‍ده‍م‌ و ه‍ج‍ده‍م‌، ت‍رج‍م‍ه‌ و ت‍ل‍خ‍ی‍ص‌ ج‍لال‌ س‍ت‍اری‌، ت‍ه‍ران‌: م‍رک‍ز‏‫، ۱۳۸۱.‬
- ب‍اش‍لار، گ‍اس‍ت‍ون‌، ش‍ع‍ل‍ۀ ش‍م‍ع‌، ت‍رج‍م‍ۀ ج‍لال‌ س‍ت‍اری‌، ت‍ه‍ران‌: ت‍وس‌‏‫، ۱۳۷۷.‬
- آل‍ن‍دی‌، رن‍ه‌، ع‍ش‍ق‌، ت‍رج‍م‍ۀ ج‍لال‌ س‍ت‍اری‌، ت‍ه‍ران‌: ت‍وس‌‏‫، ۱۳۷۳.‬
- گولیس، لوئی، کاپیتن قراگز: نمایشنامه در پنج مجلس و یک پیش واقعه و یک خاتمه، ترجمۀ جلال ستاری و داوود رشیدی، تهران: آرش، ۱۳۴۲.
- دان‍ی‍ل‍و، آل‍ن‌ و ت‍س‍ی‍ای‍ان‌، ک‍اپ‍ی‍لاو‌ا‌، ک‍ات‍اک‍ال‍ی‌: ت‍ئ‍ات‍ر رق‍ص‍ان‌ ه‍ن‍د، رق‍ص‌ ن‍م‍ای‍ش‍ی‌، ت‍رج‍م‍ۀ ج‍لال‌ س‍ت‍اری‌، ت‍ه‍ران‌‬: وزارت فرهنگ و ارشاد اسلامی، مرکز هنرهای نمایشی، انتشارات نمایش‏‫، ۱۳۷۷.‬
- م‍ی‍ک‍ل‌، آن‍دره‌، مقدمه بر هزار‌ و یک‌شب، ترجمۀ جلال ستاری، تهران: نشر مرکز‏‫، ۱۳۸۷.‮‬‬
- م‍ی‍س‍ک‍ه‌، اح‍م‍د ب‍اب‍ا، ن‍ام‍ۀ س‍رگ‍ش‍اده‌ ب‍ه‌ س‍رآم‍دان‌ ج‍ه‍ان‌ س‍وم‌، ت‍رج‍م‍ۀ ج‍لال‌ س‍ت‍اری‌، ت‍ه‍ران‌: طوس‌، ۱۳۶۳.
- روژم‍ون‌، دن‍ی‌ دو، ‭‬اسطوره‌های عشق، ت‍رج‍م‍ۀ ج‍لال‌ س‍ت‍اری‌، ت‍ه‍ران‌: ن‍ش‍ان‍ه‌‏‫، ۱۳۷۴.
- ی‍ون‍گ‌، ک‍ارل‌ گ‍وس‍ت‍او، اس‍طوره‌ای‌ ن‍و: ن‍ش‍ان‍ه‌ه‍ای‍ی‌ در آس‍م‍ان‌، ت‍رج‍م‍ۀ ج‍لال‌ س‍ت‍اری‌، ت‍ه‍ران‌: ن‍ش‍ر م‍رک‍ز‏‫، ۱۳۸۷.‬
- ی‍ون‍گ‌، ک‍ارل‌ گ‍وس‍ت‍او، ج‍ه‍ان‌ن‍گ‍ری‌، ت‍رج‍م‍ۀ ج‍لال‌ س‍ت‍اری‌، ت‍ه‍ران‌: ت‍وس‌، ۱۳۷۲.
- ی‍ون‍گ‌، ک‍ارل‌ گ‍وس‍ت‍او، دگردیسی‌های روان و نمادهایش: کندوکاو در پیش‌نشانه‌های موردی از بیماری اسکیزوفرنی، ترجمۀ جلال ستاری، تهران: بنگاه ترجمه و نشر کتاب پارسه‏‫، ۱۴۰۰.‬
- ی‍ون‍گ‌، ک‍ارل‌ گ‍وس‍ت‍او، ی‍وگ‍ا: م‍ج‍م‍وع‍ه‌ م‍ق‍الات‌، ت‍رج‍مۀ ج‍لال‌ س‍ت‍اری‌، ت‍ه‍ران‌: ن‍ش‍ر م‍ی‍ت‍را‏‫، ۱۳۷۹.

## ترجمه و تألیف
- س‍ت‍اری‌، ج‍لال‌، ن‍م‍اد و ن‍م‍ای‍ش‌: م‍ج‍م‍وع‍ه‌ م‍ق‍الات‍ی‌ از م‍ارت‍ی‍ن‌ اس‍ل‍ی‍ن‌ و دی‍گ‍ران‌، ت‍رج‍م‍ه‌ و ت‍أل‍ی‍ف‌ ج‍لال‌ س‍ت‍اری‌، ت‍ه‍ران‌: ت‍وس‌، ۱۳۷۴.
- س‍ت‍اری‌، ج‍لال‌، آئ‍ی‍ن‌ و اس‍طوره‌ در ت‍ئ‍ات‍ر: م‍ج‍م‍وع‍ه‌ م‍ق‍الات‍ی‌ از آن‍ت‍ون‍ن‌ آرت‍و و دی‍گ‍ران‌ (ج‍ل‍د دوم‌ ن‍م‍اد و ن‍م‍ای‍ش‌)، ت‍رج‍م‍ه‌ و ت‍أل‍ی‍ف‌ ج‍لال‌ س‍ت‍اری‌، ت‍ه‍ران‌: ت‍وس‌، ۱۳۷۶.
- س‍ت‍اری‌، ج‍لال‌، اسطورگی و فرهیختگی: مجموعه مقالات، ترجمه و تألیف جلال ستاری، تهران: ثالث‏‫، ۱۳۸۸.‬
- س‍ت‍اری‌، ج‍لال‌، پ‍رده‌ه‍ای‌ ب‍ازی‌ (م‍ج‍م‍وع‍ه‌ م‍ق‍الات‌): درب‍اره‌ ت‍ع‍زی‍ه‌ و ت‍ئ‍ات‍ر، ن‍وی‍س‍ن‍ده‌ و گ‍زارن‍ده‌ ج‍لال‌ س‍ت‍اری‌، ت‍ه‍ران‌: ن‍ش‍ر م‍ی‍ت‍را، ۱۳۷۹.
- س‍ت‍اری‌، ج‍لال‌، ت‍ق‍ل‍ی‍د و ت‍م‍اش‍ا: ب‍ی‍س‍ت‌ ج‍س‍ت‍ار در ت‍ئ‍ات‍ر، ن‍وش‍ت‍ه‌ و ت‍رج‍م‍ۀ ج‍لال‌ س‍ت‍اری‌، ت‍ه‍ران‌: م‍ی‍ت‍را، ۱۳۸۲.
- س‍ت‍اری‌، ج‍لال‌، ج‍ه‍ان‌ اس‍طوره‌ش‍ن‍اس‍ی‌: آث‍اری‌ از ماری دلکور و دی‍گ‍ران‌، گردآوری و ت‍رج‍م‍ۀ ج‍لال‌ س‍ت‍اری‌، ت‍ه‍ران‌‬‏‫: ن‍ش‍ر م‍رک‍ز‬‏‫، ۱۳۸۶.
- س‍ت‍اری‌، ج‍لال‌، جهان هزار و یک شب: مجموعه مقالات، آندره شدل و دیگران، ترجمۀ جلال ستاری، تهران: نشر مرکز، ‏‫۱۳۸۸.‬
- س‍ت‍اری‌، ج‍لال‌، رم‍ز و م‍ث‍ل‌ در روان‍ک‍اوی‌: ن‍وش‍ت‍ه‌ه‍ای‍ی‌ از ن‍وش‍ت‍ه‌ه‍ای‍ی‌ از ارن‍س‍ت‌ ج‍ون‍ز، م‍ارت‌ روب‍ر و دی‍گ‍ران‌، ت‍رج‍م‍ه‌ و ت‍أل‍ی‍ف‌ ج‍لال‌ س‍ت‍اری‌، ت‍ه‍ران‌: ان‍ت‍ش‍ارات‌ ت‍وس‌، ۱۳۶۶.
- س‍ت‍اری‌، ج‍لال‌، فرهنگ، تئاتر و طاعون: شرح دو نگرش آنتونن آرتو، آنتونن آرتو و دیگران گردآوری و ترجمۀ جلال ستاری، تهران: نشر مرکز، ‏‫‏۱۳۹۰.‬
- س‍ت‍اری‌، ج‍لال‌، ن‍م‍ای‍ش‌ در ش‍رق‌: م‍ج‍م‍وع‍ه‌ م‍ق‍الات‌، گردآوری و ت‍رج‍م‍ۀ ج‍لال‌ س‍ت‍اری‌، ت‍ه‍ران‌: ن‍م‍ای‍ش‌، ۱۳۶۷.
- س‍ت‍اری‌، ج‍لال‌، ‏هویت جمعی در شناسایی مصادیق فرهنگ، گردآوری و ترجمۀ جلال ستاری، تهران: مرکز‏‫، ۱۳۸۹.‬
- س‍ت‍اری‌، ج‍لال‌، ه‍وی‍ت‌ م‍ل‍ی‌ و ه‍وی‍ت‌ ف‍ره‍ن‍گ‍ی: ب‍ی‍س‍ت‌ م‍ق‍ال‍ه‌ در ق‍ل‍م‍رو ت‍اری‍خ‌ ف‍ره‍ن‍گ‌، گردآوری، ن‍وش‍ت‍ه‌ و ت‍رج‍م‍ۀ ج‍لال‌ س‍ت‍اری‌، ت‍ه‍ران‌: ن‍ش‍ر م‍رک‍ز‏‫‏‏، ۱۳۸۰.
- س‍ت‍اری‌، ج‍لال‌، جهان اسطوره‌شناسی، آثاری از ژرژ دومزیل، روژه کایوا، ژرژ گودورف، ماسائو یاماگوشی، جیمز دارمستتر، (م‍ج‍م‍وع‍ۀ ج‍ه‍ان‌ اس‍طوره‌ش‍ن‍اس‍ی‌ ۴)، ترجمۀ جلال ستاری، تهران: نشر مرکز‏‫، ۱۳۸۶.‬
- س‍ت‍اری‌، ج‍لال‌، اس‍طوره‌ و رم‍ز در ان‍دی‍ش‍أ م‍ی‍رچ‍ا ال‍ی‍اده‌، (م‍ج‍م‍وع‍ۀ ج‍ه‍ان‌ اس‍طوره‌ش‍ن‍اس‍ی‌ ۶)، گ‍ردآوری‌ و ت‍رج‍م‍ۀ ج‍لال‌ س‍ت‍اری‌، ت‍ه‍ران‌: نشر مرکز‏‫‏، ۱۳۸۱.
- س‍ت‍اری‌، ج‍لال‌، اس‍طوره‌ و ح‍م‍اس‍ه‌ در ان‍دی‍ش‍ۀ ژرژ دوم‍زی‍ل‌، (م‍ج‍م‍وع‍ۀ ج‍ه‍ان‌ اس‍طوره‌ش‍ن‍اس‍ی‌ ۷)، گردآوری و ترجمۀ ج‍لال‌ س‍ت‍اری‌، ت‍ه‍ران‌: ن‍ش‍ر م‍رک‍ز‏‫، ۱۳۸۰.‏‬
- س‍ت‍اری‌، ج‍لال‌، جهان اسطوره‌شناسی، آثاری از یونگ، پل‌دیل، روژه کایوا و دیگران، (م‍ج‍م‍وع‍ۀ ج‍ه‍ان‌ اس‍طوره‌ش‍ن‍اس‍ی‌ ۸)، ترجمۀ جلال ستاری، تهران: نشر مرکز‏‫‬، ۱۳۹۹.
- س‍ت‍اری‌، ج‍لال‌، اس‍طوره‌ در ج‍ه‍ان‌ ع‍رب‌ و اس‍لام‌، (م‍ج‍م‍وع‍ۀ ج‍ه‍ان‌ اس‍طوره‌ش‍ن‍اس‍ی‌ ۹)، ت‍رج‍م‍ه‌ و ت‍أل‍ی‍ف‌ ج‍لال‌ س‍ت‍اری‌، ت‍ه‍ران‌ : ن‍ش‍ر م‍رک‍ز‏‫، ۱۳۸۴.
- س‍ت‍اری‌، ج‍لال‌، ‏‫آیین و اسطوره، ترج‍م‍ه‌ و تألیف ج‍لال‌ س‍ت‍اری‌، (م‍ج‍م‍وع‍ۀ ج‍ه‍ان‌ اس‍طوره‌ش‍ن‍اس‍ی‌ ۱۱)، ویراست ۲، تهران: نشر مرکز‏‫، ۱۳۹۵.‬
- س‍ت‍اری‌، ج‍لال‌، اس‍طوره‌ و رم‍ز: م‍ج‍م‍وع‍ه‌ م‍ق‍الات‌، گردآوری و ت‍رج‍م‍ۀ ج‍لال‌ س‍ت‍اری‌، ‏‫ت‍ه‍ران‌‬‏‫: س‍روش‌ (ان‍ت‍ش‍ارات‌ ص‍دا و س‍ی‍م‍ا)‬‏‫، ۱۳۷۴.‬‬

## گفت‌وگو
- س‍ت‍اری‌، ج‍لال‌، اسطوره و نماد در ادبیات و هنر: گفت‌و‌گو با جلال ستاری، مصاحبه‌کنندگان: ابوالقاسم اسماعیل‌پور‌ مطلق، فروغ اولاد، تهران: نشر چشمه‏‫، ۱۳۹۷.
- طال‍ب‍ی‌، ف‍رام‍رز، دنیا خانۀ من است: مجموعه گفتگو، تهران: سازمان میراث فرهنگی، صنایع دستی و گردشگری، اداره کل امور فرهنگی، ‏‫۱۳۸۴.‬
- ستاری، جلال (۱۳۹۸). «جلال ستاری؛ روایت اسطوره‌ای».  در فاضلی، نعمت‌الله؛ کلانی، مانی. چشم‌اندازهای فرهنگ معاصر ایران. ج. اول: از تمنای اسطوره تا تقلای جامعه. تهران: پژوهشگاه فرهنگ، هنر و ارتباطات. شابک ۹۷۸-۶۰۰-۴۵۲-۱۱۱-۶.

## مقدمه
- طب‍اطب‍ای‍ی‌، ژازه‌، ژازه تباتبایی : گزیده آثار مجسمه، به کوشش محمدحسن حامدی، مقدمه جلال ستاری، عباس اکبری، تهران: نزهت‏‫، ۱۳۸۶.‬
- دش‍ت‍ی‌، ع‍ل‍ی‌اص‍غ‍ر، ش‍ب‍ی‍ه‌ ک‍وچ‍ول‍و: ت‍أم‍ل‍ی‌ در رون‍د ت‍ب‍دی‍ل‌ و ت‍طب‍ی‍ق‌ داس‍ت‍ان‌ ش‍ازده‌ ک‍وچ‍ول‍و ب‍ه‌ ش‍ب‍ی‍ه‌خ‍وان‍ی‌ ب‍ه‌ه‍م‍راه‌ م‍ج‍ل‍س‌ ش‍ب‍ی‍ه‌خ‍وان‍ی‌ ش‍ازده‌ ک‍وچ‍ول‍و، س‍رای‍ن‍دۀ اش‍ع‍ار م‍ح‍م‍د م‍طل‍ق‌، ب‍ا م‍ق‍دم‍ه‌ه‍ای‍ی‌ از ج‍لال‌ س‍ت‍اری‌، ف‍ره‍اد م‍ه‍ن‍دس‌پ‍ور، ت‍ه‍ران‌: ن‍م‍ای‍ش‌ (ان‍ج‍م‍ن‌ ن‍م‍ای‍ش‌)، ۱۳۸۳.
- ه‍زار و ی‍ک‌ ش‍ب‌ (ال‍ف‌ ل‍ی‍ل‍ه‌ و ل‍ی‍ل‍ه‌)، ت‍رج‍م‍ۀ ع‍ب‍دال‍ل‍طی‍ف‌ طس‍وج‍ی‌ ت‍ب‍ری‍زی‌، ب‍ا م‍ق‍دم‍ه‌ و م‍وخ‍رۀ ج‍لال‌ س‍ت‍اری‌، ت‍ه‍ران‌: ال‍س‍ت‌ ف‍ردا، ۱۳۸۳.
- م‍ش‍ای‍خ‍ی‌، ع‍ل‍ی‍رض‍ا، همۀ آن سال‌های بی‌خاطره، با مقدمه‌ای از جلال ستاری، کرج: دقایق‏‫، ۱۳۸۷.‮‬